# 愛宕村 (岩手縣)
愛宕村（日语：／ Odaki mura */?）是日本昭和三十年（1955年）時廢除，原屬岩手縣江刺郡的村，現在是奥州市江刺區愛宕。

## 沿革
- 明治八年（1875年）10月17日：隨著水澤縣進行村落整合，高寺村、田谷村、二子町村合併為愛宕村。
- 明治廿二年（1889年）4月1日：在町村制的施行下，愛宕村獨自施行了村制。
- 昭和三十年（1955年）2月10日：岩谷堂町、伊手村、稻瀨村、田原村、玉里村、廣瀨村、藤里村、梁川村、米里村合併成江刺町。

## 行政
- 歷代村長

| 代     | 姓名       | 就任               | 退任                     | 備考 |
| ------ | ---------- | ------------------ | ------------------------ | ---- |
| 1～3   | 齋藤忠兵衛 | 明治22年（1889年） |                          |      |
| 4～6   | 佐佐木信夫 | 明治32年（1892年） |                          |      |
| 7～10  | 達下俊平   | 明治40年（1907年） |                          |      |
| 11～14 | 小澤懷德   | 大正8年（1919年）  |                          |      |
| 15     | 佐佐木信夫 | 昭和6年（1931年）  |                          | 再任 |
| 16     | 石川良雄   | 昭和7年（1932年）  |                          |      |
| 17     | 高野俊治   | 昭和8年（1933年）  |                          |      |
| 18～20 | 相原五郎   | 昭和9年（1934年）  |                          |      |
| 21～22 | 達下鐵郎   | 昭和18年（1943年） |                          |      |
| 23     | 高橋一     | 昭和21年（1946年） |                          |      |
| 24～25 | 高野俊治   | 昭和22年（1947年） | 昭和30年（1955年）2月9日 |      |